# Gebhard von Moltke
Gebhard von Moltke (* 25. Oktober 1567; † 29. November 1644 in Rostock) war ein mecklenburgischer Gutsbesitzer, Landrat und Politiker.

## Leben
Gebhard von Moltke war ein Sohn von Balthasar von Moltke und seiner Ehefrau Anna, geb. von Behr. Er studierte ab 1588 an der Universität Rostock und ist 1593 als Respondent an der Universität Jena nachgewiesen.
1612 heiratete Gebhard von Moltke als Fürstlicher Mecklenburgischer Landrat auf Toitenwinkel Anna von Rotermundt, verwitwete von Stralendorff. Sie hatten drei Söhne und eine Tochter, von denen allein drei jung starben. Sohn Gebhart Gützlaff wurde 1616 auf dem väterlichen Gut Toitenwinkel geboren und starb nach drei Jahren an Brustschwachheit. 1618 wurde Sohn Joachim Friedrich in Toitenwinkel geboren. Da er gut lateinisch konnte, ging er 1638 zusammen mit dem Lübecker Gelehrten und späteren Ratsverwandten Nikolaus Schomer auf die Universität nach Marburg.
Unter Wallenstein stieg Gerhard von Moltke in Mecklenburg 1629 zum Präsidenten des Geheimen Rates auf und musste nach dem Ende von Wallensteins Herrschaft das Land 1631 verlassen. Er ging nach Lübeck ins Exil. Seine beiden Güter Toitenwinkel und Wesselsdorf in Mecklenburg wurden konfisziert und an schwedische adlige Offiziere als Lehen neu vergeben. Moltke wurde mit beiden Gütern 1637 neu belehnt. Er kehrte wegen der unruhigen Zeit im Dreißigjährigen Krieg erst 1643 aus Lübeck nach Mecklenburg zurück.
In einer Altarplatte der Dorfkirche Toitenwinkel von 1621 waren die Namen des Herrn von Toitenwinkel Gebhard von Moltke und seiner ersten Frau Anna von Walsleben, die 1610 verstorben war, und seiner zweiten Frau Anna Rotermund am 6. Mai 1641 in Lübeck an der Schwindsucht starb, verzeichnet. Die Wappen dieser drei Personen sollen früher auch die Chorfenster geschmückt haben. Der Kirche stiftete er auch einen Kirchenstuhl. Joachim Friedrich von Moltke (1618–1677) war sein Sohn und letzter Erbherr auf Toitenwinkel.
Gebhard von Moltke war von 1612 bis 1633 Provisor im Kloster Dobbertin. 1633 wurde er auf dem Landtag zu Malchin abgewählt, weil er sich im Exil in Lübeck aufhielt. Während seiner Amtszeit waren in Dobbertin von 1612 bis 1622 Joachim von Oldenburg und von 1622 bis 1628 Georg von Linstow Klosterhauptmann.
Moltke starb am 29. November 1644 in Rostock, die Trauerfeier fand aber erst am 25. Februar 1645 (!) in der Rostocker Marienkirche statt. Er wurde zunächst in der Nikolaikirche in Rostock bestattet und am 12. Dezember 1645 nach Toitenwinkel in die Dorfkirche umgebettet. Die Predigt, die auch gedruckt wurde, hielt Joachim Lütkemann, und der Rektor der Universität Johann Quistorp der Ältere verfasste eine lateinische Trauerschrift.